# Bni Harchen
Bni Harchen  (in arabo بني حرشن‎?) è un centro abitato e comune rurale del Marocco situato nella provincia di Tétouan, regione di Tangeri-Tetouan-Al Hoceima. Conta una popolazione di 6 953 abitanti (censimento 2014).